# Ugiodes vagulalis
Ugiodes vagulalis är en fjärilsart som beskrevs av Pierre E.L. Viette 1956. Ugiodes vagulalis ingår i släktet Ugiodes och familjen nattflyn. Inga underarter finns listade i Catalogue of Life.